# Ermita del Salvador d'Onda
L'ermita del Salvador o ermitori del Santíssim Salvador, d'Onda, centre devocional catòlic, és un conjunt d'edificacions, centrades en l'ermita, situades vora la carretera CV-20, a uns 4 km, al NW de la població.
Vessant a baix, creuant la carretera, existeix un espai municipal conegut com la pineda del Salvador, on s'ha instal·lat un berenador, amb barbacoes i taules, i que es fa servir per realitzar activitats relacionades amb la natura. L'Ajuntament vol convertir l'ermita, la pineda i les zones dels voltants en Paratge Natural Municipal.

## Història
La primitiva ermita del Salvador sembla que fou construïda en el segle xiv. A pesar d'açò, no és mencionada en l'amollonament dels termes d'Onda i de Fanzara dut a terme en 1332, cosa que podria indicar que llavors encara no havia estat fundada. Amb tot, el primer registre escrit del temple data de l'any 1555. Fou aleshores quan Joan de Joanes reconegué haver cobrat per pintar la imatge del Salvador.
L'actual ermita fou edificada en 1724 i també ho va ser llavors l'hostatgeria. En 1734 es renova l'altar major, en 1792 es decora el frontal de l'altar amb marbre jaspiat, i en 1883 es col·loca el paviment de marbre. Durant la Guerra Civil es produeix el saqueig del temple i la destrucció de la primitiva imatge del Salvador. Posteriorment, fou reconstruït seguint el model anterior.
És un Bé de Rellevància Local amb la categoria de Monument d'Interès Local per la Disposició Addicional Quinta de la Llei 5/2007, de 9 de febrer, de la Generalitat Valenciana, del Patrimoni Cultural Valencià.

## Arquitectura
El conjunt de l'ermita està format pel temple, l'hostatgeria i la porxada, envoltant una àmplia plaça d'accés, amb un peiró en el centre. Altres esplanades utilitzant els desnivells serveixen com zona d'aparcament, d'esplai, i també hi ha una font que es va arreglar i decorar en 1759.

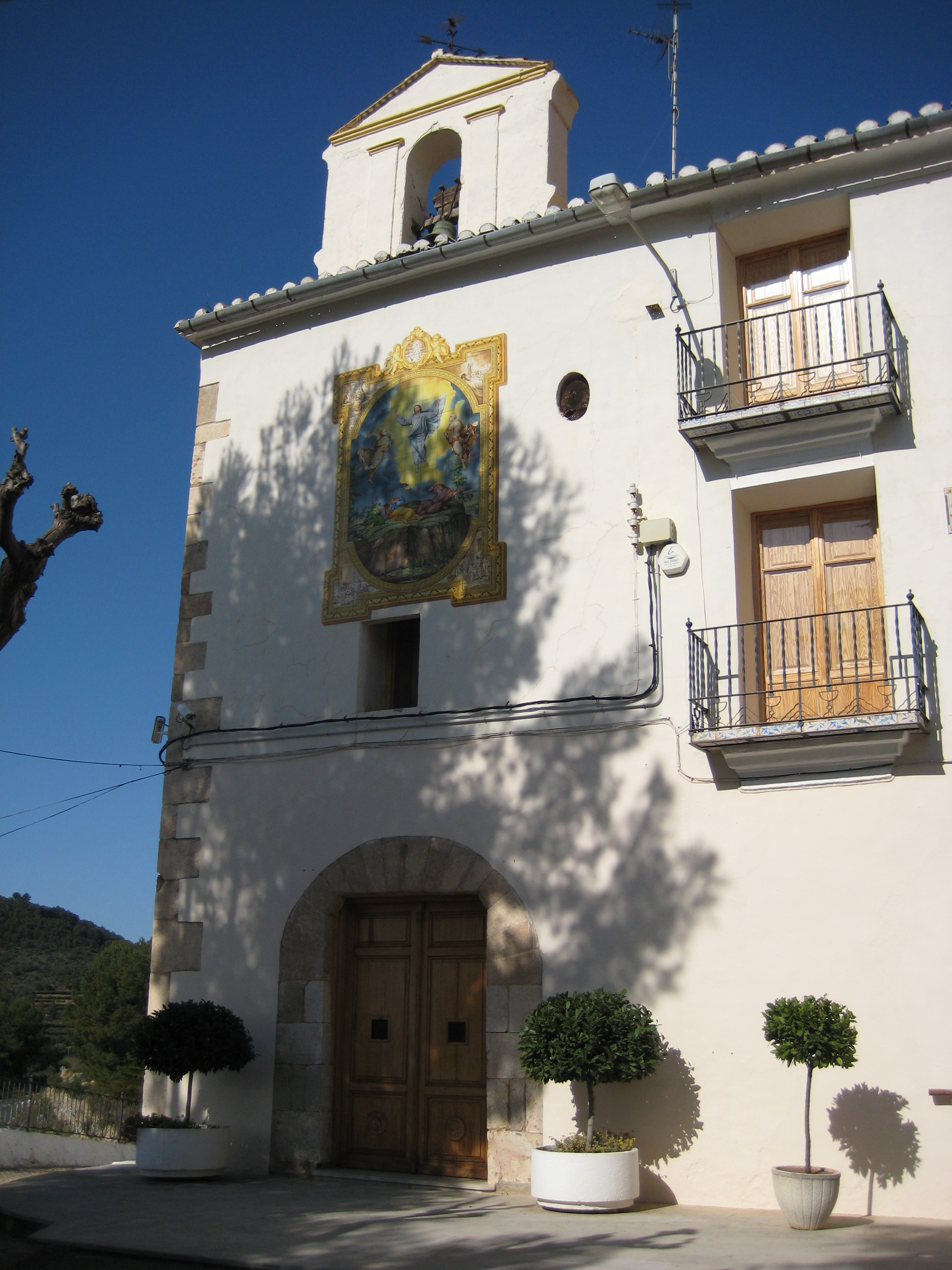
Façana

### Estructura
La capella és de planta de creu llatina, amb nau única de dos trams, braços dels transsepte formant dues capelles laterals, presbiteri pla amb sagristia en el costat de l'Epístola, i cor alt als peus. La nau està coberta per volta de canó amb llunetes, i el presbiteri amb volta de canó amb cassetons. La sagristia, la nau i el cor tenen comunicació directa amb l'hostatgeria.
L'interior s'articula amb pilastres dòriques sobre les quals descansa una forta cornisa que envolta el temple, excepte la capçalera. En la decoració de la volta i les pilastres sobresurten la rocalles.
La façana del temple forma un frontis continu amb l'hostatgeria, i ocupa l'extrem esquerre del conjunt. Espai rectangular, rematat per un ràfec, sobre el qual es troba l'espadanya, amb obertura de mig punt envoltada per pilastres i frontó. L'accés, de carreus, té arc de llinda amb dovelles. Per damunt, una petita finestra, i dalt, un gran retaule ceràmic d'Ismael Mundina, amb la Transfiguració del Senyor com a tema.

### Hostatgeria
Construcció de planta rectangular, de quatre plantes, cobert amb teules a dos aiguavessos. La façana és regular, amb balcons de forja carregats sobre mènsules motllurades, en les dues plantes centrals. La planta baixa i part del primer pis estan condicionats com a salons menjadors, la resta del primer pis és la casa de l'ermità, el segon pis consta de dos habitatges, que no fa molts anys encara es llogaven a l'estiu, i el tercer pis és una cambra utilitzada com a magatzem.

### Porxada
Construcció senzilla, que tanca lateralment la plaça, amb deu obertures construïdes sobre pilars de maons i bigues de fusta, que carreguen una teulada a un aiguavés.
Porxada utilitzada, en altre temps, per deixar les cavalleries els romers.

## Festivitat i tradicions

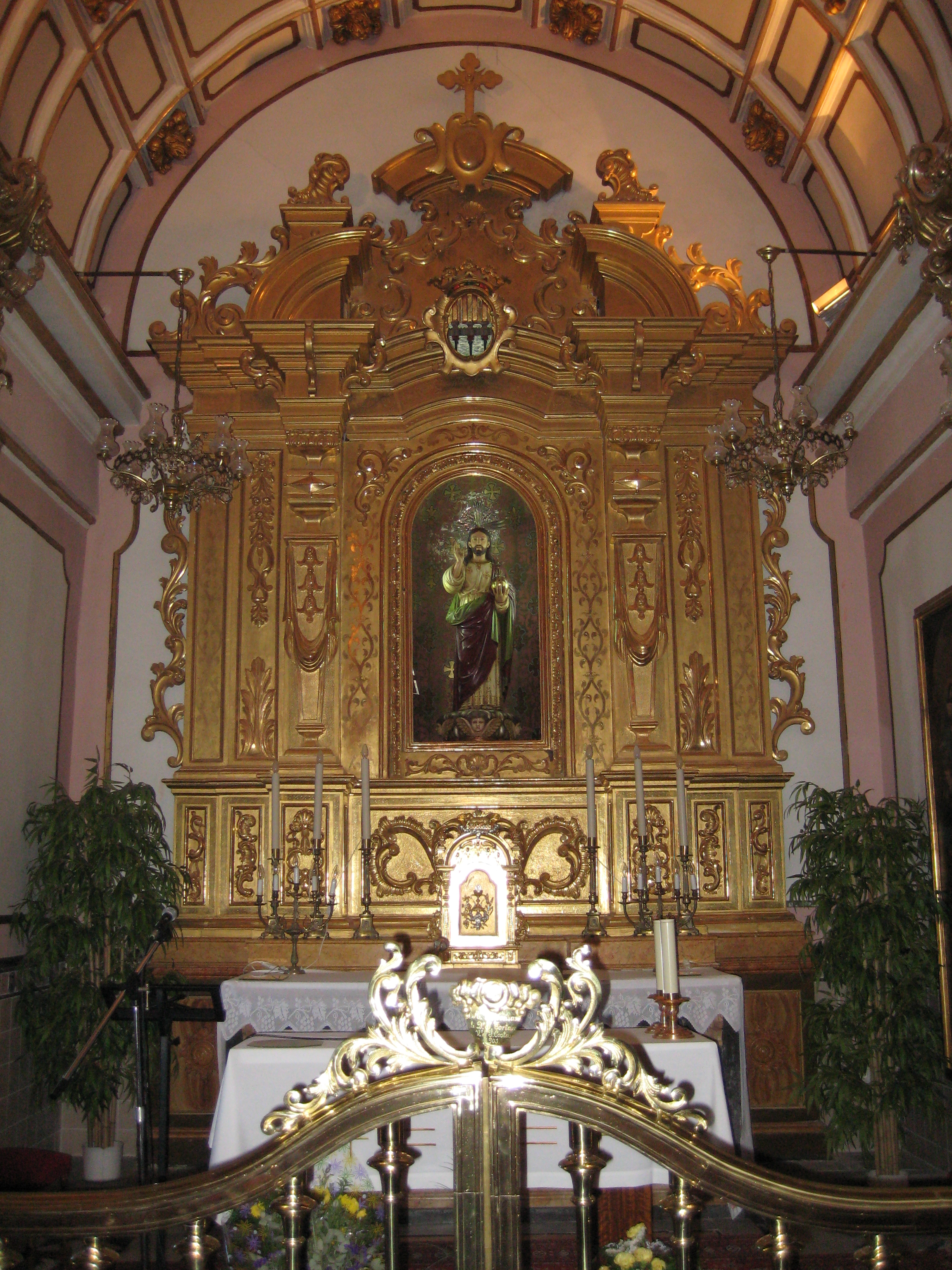
Altar

La festivitat del Salvador és el 6 d'agost, dia de la Transfiguració del Senyor. El dia d'abans per la vesprada es puja en romeria des del poble, i a l'arribada dels romers, se celebra missa. Era tradició quedar-se de vigília durant la nit i preparar-se el dinar pels voltants de l'ermita, l'endemà, després d'una missa solemne. Actualment, diverses parades amenitzen els visitants durant els dos dies de festa.
Des de Fanzara se celebra una romeria el primer dissabte d'abril, i aquest dia el fanzarins consideren l'ermita com a pròpia. Un dinar de germanor, una missa solemne i el repartiment de rotllos, són els principals actes.
Segons la tradició, hi hagué un plet entre Fanzara i Onda per establir a qui pertanyia l'ermita, i els fanzarins giraren per tres voltes la imatge del sant cap a Fanzara, i tres voltes la imatge tornà a situar-se mirant a Onda. Aquest fet, considerat miraculós, portà als dos pobles a establir l'ús i domini de l'ermitori: el poble d'Onda tindria el domini de l'ermitori tot l'any menys un dia en què Fanzara faria ús de l'ermita.